# Pleurosticta acetabulum
Pleurosticta acetabulum (Basionym: Lichen acetabulum, weitere Synonyme u. a.: Parmelia acetabulum, Melanelia acetabulum) ist eine rindenbewohnende Blattflechtenart.

## Beschreibung
Die rosettigen Lager von Pleurosticta acetabulum können bis zu 25 cm Durchmesser erreichen. Die Thallus-Oberseite ist in trockenem Zustand graugrün bis bräunlichgrün, feucht olivgrün gefärbt. Die Unterseite ist schwärzlich und besitzt am Rand einen helleren Streifen, an dem zerstreute Rhizinen sitzen. Sorale oder Isidien fehlen. Fruchtkörper (Apothecien) sind hingegen häufig, erreichen bis zu 1 cm im Durchmesser und sind durch eine braune Scheibe mit einem hellen, gekerbten Rand gekennzeichnet.

## Vorkommen
Die Art ist weitestgehend auf Europa beschränkt und auf der Rinde von – bevorzugt freistehenden – Laubbäumen zu finden.

## Einzelnachweis
1. ↑  vgl. kartierte Vorkommen b. GBIF